# 富田将馬
富田 将馬（とみた しょうま、1997年6月20日 - ）は、日本の男子バレーボール選手である。

## 来歴
静岡県三島市出身。10歳の頃、母のママさんバレーボールに影響を受けてバレーボールを始める。
東山高等学校、中央大学文学部を経て、2019年10月、地元のV.LEAGUE DIVISION1(V1)チームである東レアローズの内定選手になったと発表された。2019-20シーズン、V1リーグに内定選手として出場した。
2020年、中央大学卒業。同年、日本代表登録メンバーに選出された。2021年以降も登録メンバーに選出されている。
2021-22シーズン、2021-22 V.LEAGUE DIVISION1 MENでレシーブ賞を受賞した。
2022年、日本代表としてネーションズリーグに出場し、国際大会で見せ場を作る。しかし、世界選手権のメンバーには選出されず、替わりにAVCカップのメンバーに選出され、チームの準優勝に貢献した。
2024年、2023-24 V.LEAGUE DIVISION1 MENをもって東レアローズを退団した。6月、パナソニックパンサーズ（7月より大阪ブルテオン）への入団が発表された。
2024年6月24日、2024年パリオリンピック日本代表「交替選手（Alternate Athlete）」に選出されたことが発表された。

## 所属チーム
- 東山高等学校（2013-2016年）
- 中央大学 （2016-2020年）
- 東レアローズ（2020-2024年）
- 大阪ブルテオン（2024年-）

## 球歴
- 日本代表 - 2020年-
  - ネーションズリーグ - 2022年、2023年、2024年、2025年
  - AVCカップ - 2022年

## 受賞歴
- 2022年 - 2021-22 V.LEAGUE DIVISION1 MEN レシーブ賞